# Silkeborg Kajakklub
Silkeborg Kajakklub er en kajakklub beliggende i Silkeborg ved Remstrup Å, som er en del af Gudenåen.
Kajakklubben blev stiftet 4. juni 1940 af bl.a. multi-kunstneren Jørgen Nash.
Klubben er medlem af Dansk kano- og kajakforbund.
Kajakpoloholdet Silkeborgs sønner hører til i klubben.

## Ekstern henvisning
- Silkeborg Kajakklubs hjemmeside Arkiveret 22. januar 2011 hos  Wayback Machine

| Sport | Spire Denne artikel om sport er en spire som bør udbygges. Du er velkommen til at hjælpe Wikipedia ved at udvide den. |